# Народное движение (Тунис)
Народное движение (араб. حركة الشعب‎; фр. Mouvement du peuple) — левая политическая партия в Тунисе. Социалистическая, светская и арабская националистическая сила, основанная в апреле 2011 года. Состав партии несколько раз менялся в результате слияний и расколов. В период с 2013 по 2014 год Народное движение было членом Народного фронта — одной из трёх основных политических коалиций, существовавших тогда в Тунисе. Народное движение стоит на социал-демократической платформе и ориентировано на рабочие группы. Бывший лидер партии Мохаммед Брахми был убит двумя убийцами 25 июля 2013 года.

## История

### Создание партии и первые выборы

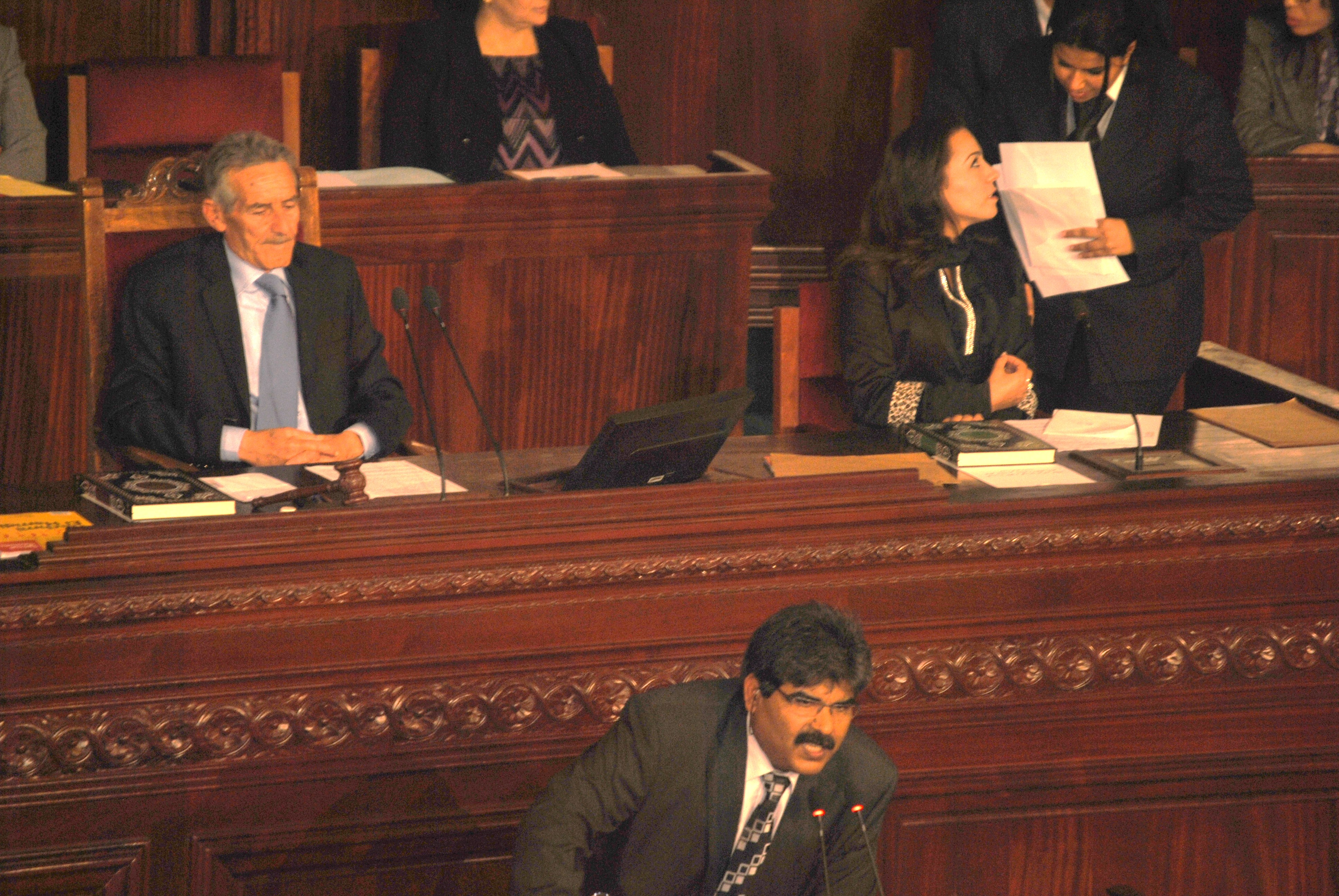
Лидер партии Мохаммед Брахми (внизу) выступает в Национальном учредительном собрании, 2011 год

20 марта 2011 года объединились две левонационалистические партии: Прогрессивное юнионистское движение (Mouvement Unioniste Progressiste) во главе с Беширом Эссидом (насеристским активистом, репрессированным при режимах Бургибы и Бен Али и близким к идеям Муаммара Каддафи) и Народное движение (Mouvement du peuple), основанное в марте 2005 года адвокатом Халедом Криши. Новая партия получила название «Прогрессивное юнионистское народное движение» (Mouvement du Peuple Unioniste Progressiste). Некоторые активисты не согласились со слиянием и в апреле 2011 года создали новую партию с тем же названием — Народное движение (Mouvement du peuple) — и лозунгом «свобода, социализм, единство».
23 октября 2011 года были проведены выборы в Национальное учредительное собрание для разработки новой конституции Туниса, которая должна быть представлена на утверждение референдумом. В результате выборов, объявленных 14 ноября 2011 года, ведущей партией стало умеренное исламистское движение Эннахда, получившее 89 из 217 мест. Прогрессивное юнионистское народное движение выдвигалось во всех округах Туниса и в двух округах за рубежом, но, набрав 36 641 (0,98 % от общего числа) голосов, не смогла получить мест. В свою очередь, Народное движение набрало меньше — 30 259 голосов, (0,75 %) в 29 округах (26 в Тунисе и три за границей), — но завоевало два депутатских мандата: самого лидера Брахми (выдвигавшегося в Сиди-Бузиде, где с самосожжения Мохаммеда Буазизи в декабре 2010 года и началась «Арабская весна») с 3617 голосами и Мурада Амдуни по Бизерте с 10 353 голосами.
26 февраля 2012 года Прогрессивное юнионистское народное движение слилось с Народным движением по итогам двухдневного учредительного съезда в Набуле, в котором участвовали 300 делегатов, принявшие предложения по политическим, экономическим, социальным, культурным и организационным вопросам.

### В составе Народного фронта
5 января 2013 года Народное движение организовало встречу для обсуждения таких тем, как новая модель развития, независимое правосудие, характер политического режима, мученики революции. В центре внимания была инициатива национального объединения. По словам Мохаммеда Брахми, кризис может быть разрешён политическим альянсом всех демократических сил, кроме Эннахды и Нидаа Тунис: Республиканской партии, Эль-Ватд, Социал-демократического пути, Этталии, Баас, Демократического форума за труд и свободы (Эттакатоля), Конгресса за Республику и Всеобщей конфедерации труда Туниса.
К этому моменту 7 октября 2012 года уже была создана коалиция левых сил Народный фронт (Front populaire pour la réalisation des objectifs de la révolution) в качестве альтернативы светской коалиции «Нидаа Тунис» и «Тройки» правящих партий (Эннахды, Конгресса за Республику и Эттакатоля).
30 апреля 2013 года Мохаммед Брахми сделал официальное заявление по радио Shems FM о том, что Народное движение присоединится к Народному фронту, поскольку тот даёт надежду на достижение целей революции: справедливости, демократии и производительности. Итого в коалицию вошли десять левых групп, а возглавил её Хамма Хаммами, генеральный секретарь Партии рабочих Туниса.

### Уход и убийство Брахми
Мохаммед Брахми покинул Народное движение в июле 2013 года, чтобы создать новую организацию под названием Народное течение (Courant Populaire), мотивируя это тем, что в Народное движение проникли исламисты. За ним последовали четыре члена политбюро партии, а также координаторы региональных отделений и десятки сторонников — после стратегического заседания, на котором обсуждалась позиция партии по общенациональным вопросам. Выступая на «Midi Show», Брахми заявил, что написал заявление об отставке ещё 16 декабря 2012 года. Он отметил, что будет действовать в качестве временного генерального координатора «Народного течения» до тех пор, пока не будет проведён учредительный съезд новой партии.
25 июля 2013 года Брахми был застрелен возле своего дома неизвестными убийцами (позже в организации покушения признался террорист Абу Мукатиль ат-Туниси). Убийцы скрылись с места происшествия на мотоцикле. Убийство вызвало демонстрации против правительства премьер-министра Али Лараеда. Государственные похороны Брахми были назначены на субботу 27 июля 2013 года. Он был похоронен на кладбище в Джеллазе рядом со своим товарищем по Народному фронту — Шокри Белаидом из Движения патриотов-демократов, также павший жертвой политического убийства.

### В коалиционном правительстве
На парламентских выборах в Тунисе 2019 года Народное движение оказалось сильнейшей силой социалистического фланга — не в последнюю очередь из-за неурядиц Народного фронта. Оно получило 4,52 % голосов и провело 15 депутатов. Новоизбранный депутат Зухайр Махзауи объявил, что они сформируют парламентский блок с левоцентристским Демократическим течением. В 2020 году партия вошла в коалиционное правительство Элиаса Фахфаха.